# Neoantistea inaffecta
Espèce
Neoantistea inaffecta est une espèce d'araignées aranéomorphes de la famille des Hahniidae.

## Distribution
Cette espèce est endémique de l'État de Colima au Mexique,.

## Description
La femelle holotype mesure 2,2 mm et le mâle paratype 2,4 mm.

## Publication originale
- Opell & Beatty, 1976 : The Nearctic Hahniidae (Arachnida: Araneae). Bulletin of the Museum of Comparative Zoology, vol. 147, no 9, p. 393-433 (texte intégral).